# Phyllostegia kahiliensis
Phyllostegia kahiliensis är en kransblommig växtart som beskrevs av Harold St.John. Phyllostegia kahiliensis ingår i släktet Phyllostegia och familjen kransblommiga växter. Inga underarter finns listade i Catalogue of Life.